# Ла-Пуж
Ла-Пуж (фр. La Pouge, окс. La Poja) — коммуна во Франции, находится в регионе Лимузен. Департамент коммуны — Крёз. Входит в состав кантона Понтарьон. Округ коммуны — Гере.
Код INSEE коммуны — 23157.

## Население
Население коммуны на 2010 год составляло 82 человека.
| 1962 | 1968 | 1975 | 1982 | 1990 | 1999 | 2010 |
| ---- | ---- | ---- | ---- | ---- | ---- | ---- |
| 142  | 119  | 111  | 110  | 87   | 78   | 82   |

## Экономика
В 2010 году среди 55 человек трудоспособного возраста (15—64 лет) 36 были экономически активными, 19 — неактивными (показатель активности — 65,5 %, в 1999 году было 64,6 %). Из 36 активных жителей работали 33 человека (21 мужчина и 12 женщин), безработных было 3 (2 мужчин и 1 женщина). Среди 19 неактивных 2 человека были учениками или студентами, 14 — пенсионерами, 3 были неактивными по другим причинам.